# Lav Mantula
Lav Mantula (Sarajevo, 8 de diciembre de 1928-Zúrich, 1 de diciembre de 2008) fue un futbolista y entrenador de fútbol bosnio que jugó en la posición de centrocampista.

## Carrera en el club
Mantula jugó al fútbol en Yugoslavia con el FK Sarajevo, Dinamo Zagreb y el NK Zagreb y en Suiza con el Servette y Sion.

## Carrera como internacional
Mantula jugó su único partido como internacional con Yugoslavia en septiembre de 1954 en un amistoso contra Gales.

## Carrera como entrenador
Mantula también entrenó en Suiza, dirigiendo a los equipos de Sion, Zürich y Neuchâtel Xamax.

## Carrera

### Club
| Periodo   | Club          | Apariciones | Goles |
| --------- | ------------- | ----------- | ----- |
| 1947–1951 | FK Sarajevo   | 49          | 4     |
| 1952–1955 | Dinamo Zagreb | 54          | 4     |
| 1955–1958 | NK Zagreb     | 32          | 8     |
| 1959–1962 | Servette FC   |             |       |
| 1962–1966 | FC Sion       |             |       |

### Entrenador
| Periodo   | Club            |
| --------- | --------------- |
| 1963-1967 | FC Sion         |
| 1967-1969 | FC Zurich       |
| 1972-1975 | Neuchâtel Xamax |
| 1979-1980 | Neuchâtel Xamax |